# Wagonmaster
Wagonmaster (títol original en anglès: Wagon Master) és una pel·lícula estatunidenca dirigida per John Ford, estrenada el 1950. Ha estat doblada al català.

## Argument
En els anys 1870, Travis i Sandy dos joves tractants de cavalls accepten conduir una comitiva de mormons cap a la vall de San Juan a Utah. Cap a aquesta "Terra promesa" desitgen anar amb els seus béns i les seves aspiracions per tal de fundar-hi una nova colònia. La caravana emprèn un difícil viatge por paratges desèrtics. En el transcurs de la seva odissea, hauran d'enfrontar-se a moltes peripècies i acollir - al si de la seva comunitat bastant estricta- un trio d'artistes ambulants que van camí de Califòrnia: es tracta d'una parella madura i la jove Denver, de qui Travis no trigarà a enamorar-se. Però la seva trobada amb els Clegg, criminals que persegueix la justicia, ho complicarà tot.

## Repartiment
- Ward Bond: Elder Wiggs
- Ben Johnson: Travis Blue
- Joanne Dru: Denver
- Harry Carey Jr.: Sandy
- Charles Kemper: Oncle Shiloh Clegg
- Alan Mowbray: Dr. A. Locksley Hall
- Jane Darwell:Sor Ledeyard
- Ruth Clifford: Fleuretty Phyffe
- Russell Simpson: Adam Perkins
- Kathleen O'Malley: Prudence Perkins
- Chuck Hayward: Jackson
- James Arness: Floyd Clegg
- Francis Ford: Mr. Peachtree
- Fred Libby: Reese Clegg
- Jim Thorpe: Navajo
- Mickey Simpson: Jesse Clegg
- Cliff Lyons: Xèrif de Crystal City
- Hank Worden: Luke Clegg
- Don Summers: Sam Jenkins
- Movita: Jove india Navajo

## Al voltant de la pel·lícula
- Rodatge del 14 de novembre a mitjans de desembre de 1949.
- Cost de producció: 848 853 dòlars.
- Recaptació:: 1.000.000 dòlars.
- John Ford ha declarat: « Wagon Master » és, amb The Fugitive i The Sun Shines Bright, l'obra que és més a prop del que he volgut fer. »
- La història de la pel·lícula ha estat escrita pel mateix Ford i el guió per Frank S. Nugent i el seu fill Patrick Ford. La seva filla, Barbara, és muntadora de la pel·lícula, i Francis Ford (germà de John Ford) hi interpreta un segon paper.
- Wagonmaster  és l'origen de la sèrie Wagon Train  en la qual Ward Bond és el protagonista.